# Le Portefeuille de Bixiou
Le Portefeuille de Bixiou est une des nouvelles des Lettres de mon moulin d'Alphonse Daudet. 

## Publication
Le Portefeuille de Bixiou est initialement publié dans Le Figaro du 17 novembre 1868, avant d'être inséré dans la première édition en recueil par Hetzel, en 1869, des Lettres de mon moulin.

## Résumé
De veine balzacienne, la nouvelle relate la visite au domicile du narrateur d'un célèbre et redouté pamphlétaire parisien, Bixiou. Ce dernier, devenu aveugle, se lamente sur son sort. Déjeuner, eau-de-vie, départ, oubliant sur place son portefeuille, accessoire emblématique du critique : 
« Tout à coup, près de la chaise où l’aveugle s’était assis, je sentis quelque chose rouler sous mon pied. En me baissant, je reconnus son portefeuille, un gros portefeuille luisant, à coins cassés, qui ne le quitte jamais et qu’il appelle en riant sa poche à venin. Cette poche, dans notre monde, était aussi renommée que les fameux cartons de M. de Girardin. On disait qu’il y avait des choses terribles là dedans… L’occasion se présentait belle pour m’en assurer. [...] Un paquet de lettres écrites sur du papier à fleurs, commençant toutes : Mon cher papa, et signées : Céline Bixiou des Enfants de Marie. D’anciennes ordonnances pour des maladies d’enfants : croup, convulsions, scarlatine, rougeole… (la pauvre petite n’en avait pas échappé une !) Enfin une grande enveloppe cachetée d’où sortaient, comme d’un bonnet de fillette, deux ou trois crins jaunes tout frisées ; et sur l’enveloppe, en grosse écriture tremblée, une écriture d’aveugle : Cheveux de Céline, coupés le 13 mai, le jour de son entrée là-bas. Voilà ce qu’il y avait dans le portefeuille de Bixiou. Allons, Parisiens, vous êtes tous les mêmes. Le dégoût, l’ironie, un rire infernal, des blagues féroces, et puis pour finir :… Cheveux de Céline coupés le 13 mai. »

## Adaptation
Le Portefeuille de Bixiou a été enregistré par Fernandel.